# Музичний годинник

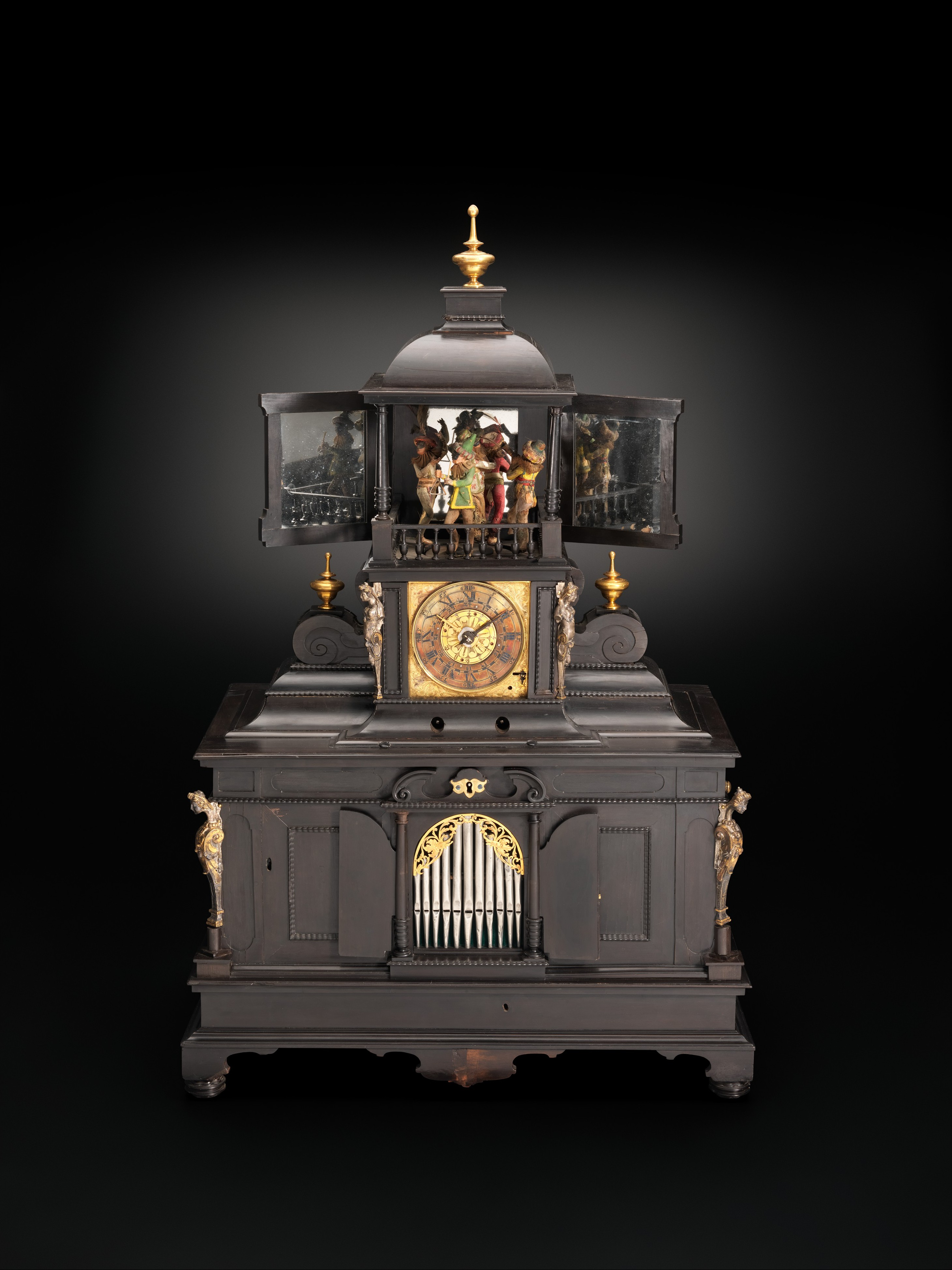
Музичний годинник з вбудованим органом, 1625, в Музеї мистецтва «Метрополітен»

Музичний годинник — годинник, котрий щогодини програє музичну мелодію, а частиною його механізму є дзвони, органні труби, сильфони, і навіть цимбали.
Один з найбільш ранніх відомих музичних годинників був сконструйований Ніколасом Валленом у 1598 році, знаходиться в Британському музеї в Лондоні.